# 2018년 폴란드 지방선거
2018년 폴란드 지방선거는 2018년 10월 폴란드에서 열린 전국 동시 지방선거이다. 총 552석의 지방 의석을 뽑는 선거이다.

## 결과
| 정당                    | 의석수    | +/–  |
| ----------------------- | --------- | ---- |
| 법과 정의               | 254 / 552 | 83석 |
| 시민 연단-폴란드 현대당 | 194 / 552 | 15석 |
| 폴란드 인민당           | 70 / 552  | 87석 |
| 민주좌파연합            | 11 / 552  | 17석 |
| 쿠키스15                | 0 / 552   | 보합 |

선거를 앞두고 시민 연단과 폴란드 현대당이 연합했음에도 불구하고 중도우파 연합은 큰 성과를 거두지 못하였다. 시민 연단-폴란드 현대당 연합은 15석을 더 얻었을 뿐이며, 게다가 시민 연단의 경우 오히려 의석이 10석가량 더 줄어들었다. 반면 법과 정의의 경우 의석이 83석이나 늘어나며 압승을 거두었다. 폴란드 인민당, 민주좌파연합과 같은 군소 정당들은 기존 농촌 지역 지지세를 잃으며 의석을 절반 넘게 잃어 참패하였다. 2015년 폴란드 총선에서 3위를 하며 42석을 가져간 쿠키스15의 경우 겨우 5.7%(2015년 총선과 대비해 3%가량 지지도가 떨어짐), 전체 5위를 하며 1석도 건지지 못하였다. 폴란드 주류 언론들은 이 기세를 몰아 2019년 폴란드 총선에서도 베아타 시드워 내각과 법과 정의가 승리할 것이라는 예측을 내놓았다.